# Dewanganj
Dewanganj är ett underdistrikt i Bangladesh. Det ligger i den norra delen av landet, 190 km norr om huvudstaden Dhaka.
Trakten runt Dewanganj består till största delen av jordbruksmark. Runt Dewanganj är det mycket tätbefolkat, med 1 095 invånare per kvadratkilometer.